# Sokrátis Fámellos
Sokrátis Fámellos (grec moderne : Σωκράτης Φάμελλος), né le 27 mars 1966 à Athènes, est un homme politique grec, membre du parti SYRIZA dont il est le président depuis 2024.

## Biographie
Aux élections législatives grecques de janvier 2015, il est élu député au Parlement grec sur la liste de la SYRIZA dans la deuxième circonscription de Thessalonique.
De 2023 à 2024, il est le chef de l'opposition officielle est de la coalition de gauche SYRIZA.